# Shūmei

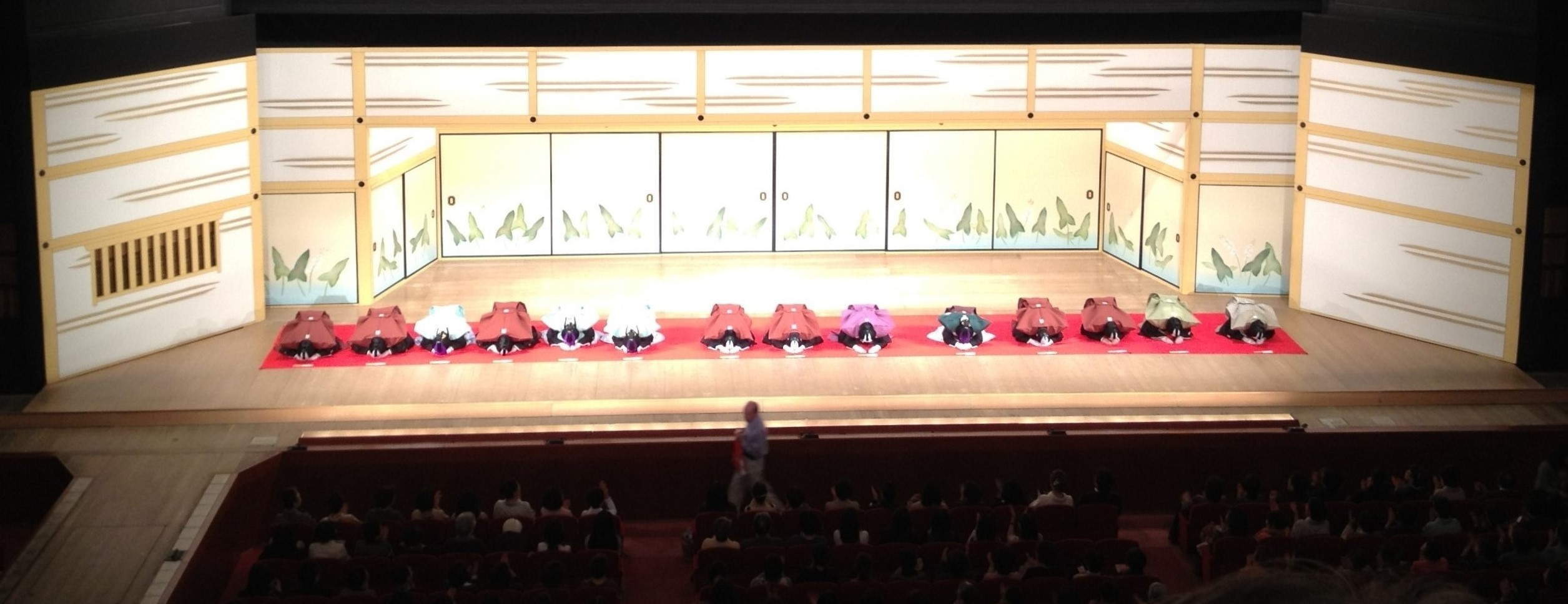
Ceremonia de toma de nombre de Shūmei (襲名) Ichikawa En'ô II, Ichikawa Ennosuke IV e Ichikawa Chûsha IX en el teatro Misono-za en Nagoya. Esta fue la última semana de actuación de kabuki antes de los trabajos de renovación.

Shumei (襲名) es una ceremonia llevada a cabo en el teatro kabuki en la que se otorga un nombre a un actor. A menudo, los actores participan en una única ceremonia, adoptando nombres artísticos nuevos.
Los nombres artísticos derivan frecuentemente del nombre del padre, abuelo o maestro de un actor. Se transmiten de generación en generación y suelen están asociados a cierto prestigio social. A veces los nombres pueden están relacionados con ciertos papeles o estilos interpretativos. La adopción de ese nombre supone para el actor un reto ya que se espera que esté a la altura de sus predecesores. No es extraño que los actores tengan diferentes nombres durante su trayectoria profesional, y que participen por ello en más de un shumei.  